# Episodi di Persone sconosciute
La prima e unica stagione della serie televisiva Persone sconosciute è stata trasmessa negli Stati Uniti dal 7 giugno al 28 agosto 2010 su NBC.
In Italia la serie viene trasmessa dal 10 settembre al 3 dicembre 2010 su Rai 2.

Il logo usato nel primo episodio della serie

| nº | Titolo originale       | Titolo italiano           | Prima TV USA   | Prima TV Italia   |
| -- | ---------------------- | ------------------------- | -------------- | ----------------- |
| 1  | Pilot                  | La città fantasma         | 7 giugno 2010  | 10 settembre 2010 |
| 2  | The Edge               | Il confine                | 14 giugno 2010 | 17 settembre 2010 |
| 3  | The Way Through        | Senza respiro             | 21 giugno 2010 | 24 settembre 2010 |
| 4  | Exit One               | Al punto di partenza      | 28 giugno 2010 | 1º ottobre 2010   |
| 5  | Incoming               | Un nuovo ospite           | 5 luglio 2010  | 8 ottobre 2010    |
| 6  | The Truth              | La verità                 | 17 luglio 2010 | 15 ottobre 2010   |
| 7  | Smoke and Steel        | Allo scoperto             | 24 luglio 2010 | 22 ottobre 2010   |
| 8  | Saved                  | Continuare per non morire | 31 luglio 2010 | 29 ottobre 2010   |
| 9  | Static                 | Il gioco continua         | 7 agosto 2010  | 5 novembre 2010   |
| 10 | Identity               | Identità svelate          | 21 agosto 2010 | 12 novembre 2010  |
| 11 | Seven Sacrifices       | Tentazioni                | 21 agosto 2010 | 19 novembre 2010  |
| 12 | And Then There Was One | Sopravvivenza             | 28 agosto 2010 | 26 novembre 2010  |
| 13 | Shadows in the Cave    | Il profumo della libertà  | 28 agosto 2010 | 3 dicembre 2010   |

## La città fantasma
- Titolo originale: Pilot
- Diretto da: Michael Rymer
- Scritto da: Christopher McQuarrie

### Trama
Un gruppo di sette diversi estranei si ritrova bloccato in una città deserta, senza alcuna idea di come vi siano arrivati. Sono osservati da telecamere di sicurezza e non riescono a trovare alcuna via di fuga. Mentre il gruppo sta cenando in un misterioso ristorante cinese, uno dei sette ostaggi, Janet Cooper, riceve un messaggio inquietante attraverso un biscotto della fortuna: "Uccidi il tuo vicino e sarai libera".

## Il confine
- Titolo originale: The Edge
- Diretto da: Bill Eagles
- Scritto da: Remi Aubuchon

### Trama
Mentre il gruppo cerca di capire il motivo del rapimento, Moira scopre che a tutte le persone rapite era stato impiantato un dispositivo nella gamba e lo rimuove.
Joe e McNair testano i limiti del recinto invisibile. Nel frattempo a San Francisco, la curiosa ricerca del reporter Renbe arriva a un vicolo cieco.

## Senza respiro
- Titolo originale: The Way Through
- Diretto da: Bill Eagles
- Scritto da: Sandy Isaac

### Trama
Dopo una settimana di falliti tentativi di fuga, la tensione comincia a crescere all'interno del gruppo. Quando un elicottero appare sopra la città, gli ostaggi sperano che sia arrivato aiuto, ma l'elicottero rimane solo il tempo di consegnare una misteriosa scatola. Nel frattempo, a San Francisco il reporter Renbe investiga sul caso della scomparsa dell'ex moglie Janet e riceve minacce per interrompere l'indagine.

## Al punto di partenza
- Titolo originale: Exit One
- Diretto da: Leon Ichaso
- Scritto da: Michael R. Perry

### Trama
Alla reception arriva un biglietto con scritto che qualcuno lascerà l'hotel. La prescelta è Janet che porta con sé Joe. Un taxi li porta fuori città ma dopo una serie di imprevisti si ritrovano di nuovo all'entrata della città. La sera stessa Tori viene prelevata da un taxi ed esce dalla città senza dire niente a nessuno.

## Un nuovo ospite
- Titolo originale: Incoming
- Diretto da: Jonathan Frakes
- Scritto da: Linda McGibney

### Trama
In Italia, a Roma, Tori viene trovata morta in una fontana. I rapiti si chiedono che fine abbia fatto Tori, così si mettono a cercarla. Durante la ricerca in città, trovano una donna incosciente che indossa gli stessi abiti di Tori e che ha il nome di Erika tatuato sul braccio. Moira, nel negozio di vestiti vede alla TV la notizia di Tori che è sana e salva in Italia insieme al padre. Quando la donna si sveglia e viene a conoscenza del rapimento, reagisce violentemente, prendendosela con Joe e con tutto il gruppo. Poco dopo si ritrova chiusa nel caveau della banca insieme a Janet, e dopo i primi screzi, si siede accanto a lei, ed entrambe parlano delle loro vite e di come entrambe siano madri di un figlio che vorrebbero rivedere e riabbracciare presto.
McNair è ossessionato dal suo passato e Moira diventa sospettosa del comportamento di Joe.

## La verità
- Titolo originale: The Truth
- Diretto da: Steve Shill
- Scritto da: Sandy Isaac

### Trama
I sospetti su Joe si intensificano quando i rapiti si rendono conto che il numero dei piani (indicati sull'ascensore) non cambia quando ci entra da solo. Joe si piega in due dal dolore, ed è apparentemente stato avvelenato. Erika, dai sintomi, suppone sia stato avvelenato con dell'antigelo e gli offre della vodka come antidoto, ma non prima di fargli ammettere di aver collaborato con i rapitori. Tom, un altro membro del programma, guardando le telecamere, si domanda che hanno intenzione di fare con Joe, e poi vede Erika che svuota una tanica di antigelo nello scarico.
Nel frattempo, Mark e Kat in Italia partecipano ai funerali di Tori, scampando per quattro volte la morte, e scoprono che un ristorante cinese è in qualche modo collegato ai rapimenti.

## Allo scoperto
- Titolo originale: Smoke and Steel
- Diretto da: Rod Hardy
- Scritto da: Michael R. Perry

### Trama
Joe confessa agli altri quello che sa dei rapitori e della loro organizzazione. Ma le informazioni che dà loro sono mezze verità e gli altri mettono spesso in discussione le sue parole, e Janet sembra essere l'unica a fidarsi ancora di lui. Charlie cerca di fare un accordo con Joe per uscire dalla città, ma fallisce. Janet ed Erika trovano i dossier personali di ogni componente del gruppo in un cassetto del comodino nella stanza di Joe, ma subito dopo, scoprono che erano stati messi lì da Tom per incastralo. Dopo un piccolo scontro tra Tom e Joe, Tom perde il controllo, spara a una gamba a Charlie, e sta per uccidere Joe, che viene salvato da Janet che getta su Tom una padella con dell'olio bollente. Tom, entrando a contatto con le fiamme, brucia vivo, e quando Joe spegne le fiamme con l'estintore, lui ormai è morto. Nel frattempo, Kat, Renbe, e Stefano credono che Joe sia la chiave per trovare sia Janet che Tori.

## Continuare per non morire
- Titolo originale: Saved
- Diretto da: Bill Eagles
- Scritto da: Linda McGibney

### Trama
Dopo essere stato prelevato dalla sua stanza, Joe si risveglia in una stanza con tanti fili collegati al corpo, passando da uno stato di coscienza a uno d'incoscienza. Egli ha dei flashback del suo passato, quando era soltanto un prete prima di venir catturato dagli agenti del programma. Tori, creduta morta, è viva e lavora per il programma, e si prende cura di Joe, cercando di convincerlo a non mettere in pericolo il "Programma" per il suo amore verso Janet. Nel frattempo, Blackham si sente escluso dal gruppo e si rivolge direttamente alle telecamere che lo sorvegliano dicendo di voler lasciare. Moira ha difficoltà ad accettare il passato oscuro di McNair, di cui è venuta a conoscenza grazie a Erika che ha letto i dossier e al successivo racconto del soldato, e comincia a fidarsi meno di lui. Nel frattempo, Kat e Renbe incontrano una donna rinchiusa in un istituto psichiatrico in America meridionale, l'unica persona riuscita a sfuggire al programma e che ne fu anche il direttore parecchi anni prima.

## Il gioco continua
- Titolo originale: Static
- Diretto da: Michael Offer
- Scritto da: Henry Robles

### Trama
Dopo la riprogrammazione, Joe riappare in città, ma sostiene di non riconoscere nessuno. Si scopre ben presto che diventa estremamente aggressivo se qualcuno lo tocca, e proprio a causa di questa sua aggressività improvvisa, picchia ferocemente il portiere dell'albergo, lasciandolo in fin di vita sul marciapiede fuori l'hotel. Nel frattempo, Kat e Renbe, in Sud America, aiutati da un prete che conosceva Joe, vengono sorpresi dagli "uomini in tuta blu" del programma che uccidono il prete. I due scappano nella foresta e, una volta seminati gli agenti del programma, si ritrovano nella città fantasma in cui i sette vengono tenuti prigionieri.

## Identità svelate
- Titolo originale: Identity
- Diretto da: Jonathan Frakes
- Scritto da: Sandy Isaac

### Trama
L'irlandese Liam Ulrich sostituisce il portiere di notte e dice ai rapiti che devono rimanere al secondo piano per motivi di sicurezza. Per tenerli a proprio agio, Ulrich lascia un piccolo souvenir nelle loro camere d'albergo. Grazie all'oggetto lasciato nella stanza di McNair (un fascicolo sulla sua vita), lui e Moira ripercorrono la loro infanzia travagliata, Charlie legge della sua vita d'affari su un giornale e Joe riceve la vecchia Bibbia che aveva quando era un prete. Inoltre viene rivelato anche il vero nome di Erika: Theresa Randolph, Erika era la sua compagna di cella che l'ha presa sotto la sua ala protettrice mentre era in carcere. Nel frattempo, Kat e Renbe sono nella città fantasma, si nascondono in un negozio mentre gli "uomini in tuta blu" portano dei cadaveri nei sacchi neri all'interno del caveau della banca. Quando gli uomini vanno via, i due controllano i cadaveri, a cui manca il pollice, e in una delle sacche trovano Stefano, vivo, che ha tagliato i pollici ai cadaveri per permettere la loro identificazione. Infine, Ulrich parla alla direttrice del "Programma" dicendole di non essere affatto coinvolto sentimentalmente con Janet, ma in realtà ha già iniziato dandole un trattamento migliore rispetto agli altri.

## Tentazioni
- Titolo originale: Seven Sacrifices
- Diretto da: Tim Matheson
- Scritto da: Michael R. Perry

### Trama
Ulrich comincia ad avere la fiducia di Charlie, Blackham e soprattutto di Janet. L'amore di Ulrich per Janet lo porta a raccontarle la storia della sua vita prima di entrare nel "Programma", oltre a darle informazioni su come il "Programma" funziona. Janet inizia a concedersi alle avance di Ulrich, anche se Joe ed Erika l'avvertono di stargli alla larga. Nel frattempo, Renbe, uscito dalla città fantasma e tornato al mondo esterno, viene portato in carcere per l'omicidio di Janet, mentre Kat è stata licenziata dal suo lavoro, sfrattata dal suo appartamento e i suoi conti bancari e le carte di credito sono stati congelati perché accusata di spacciare droga all'estero. Il portiere di notte, picchiato a morte da Joe e poi rimpiazzato da Ulrich, è sopravvissuto e lavora per la direttrice del "Programma", che ha preso la decisione di "terminare" tutti gli abitanti della città, tra cui lo stesso Ulrich.

## Sopravvivenza
- Titolo originale: And Then There Was One
- Diretto da: Jonathan Frakes
- Scritto da: Linda McGibney

### Trama
I rapiti trovano sei sacchi per cadaveri nel caveau della banca; dopo rapidi calcoli, capiscono che sei di loro moriranno e solo uno vivrà: Joe spiega loro che si faranno fuori a vicenda (lui era infatti l'unico sopravvissuto del suo gruppo che aveva avuto lo stesso destino). Ulrich viene ucciso dopo aver tentato di aiutarli a fuggire. Nel frattempo, Renbe e Kat rintracciano il "Programma" all'Istituto Mansfield, ufficialmente un gruppo scientifico, educativo e caritatevole senza scopo di lucro. Quando si recano alla sede dell'istituto e muovono un'accusa di rapimento di fronte alle telecamere di sorveglianza dell'edificio, la direttrice, che li osserva dai monitor, dice che nessuno è arrivato così vicino a loro in precedenza. Nella città fantasma, i rapiti iniziano a uccidersi a vicenda. Quando il "Programma" ritiene che tutti siano morti, tranne Joe, mettono i sacchi coi cadaveri in un furgone, che li porta fuori dalla città. Una volta al sicuro fuori dalla città, gli omicidi si rivelano far parte di un piano elaborato escogitato dal gruppo (compreso Joe); infatti i 6 escono dai sacchi neri e uccidono il conducente del furgone, il furgone si ribalta più volte e finisce fuori strada. Intanto quelli del "Programma" hanno fatto perdere i sensi a Joe con una scarica elettrica.

## Il profumo della libertà
- Titolo originale: Shadows in the Cave
- Diretto da: Michael Rymer
- Scritto da: Remi Aubuchon

### Trama
Dopo l'incidente del veicolo, il gruppo si è diviso: Moira ed Erika sono in Marocco; Charlie e Blackham sono da qualche parte in America, che guidano una macchina rubata su una strada senza meta; Janet è ricoverata nel reparto psichiatrico di un ospedale di San Francisco; McNair è stato fatto prigioniero dal "Programma"; Joe rimane in loro custodia dopo essersi sacrificato permettendo agli altri di fuggire. Quando Renbe e Kat scoprono che Janet è in ospedale, vanno a trovarla, ma vengono rapiti dagli "uomini in blu". La direttrice dimostra di avere influenza in ospedale, fingendosi un medico ed etichettando le storie sulla città fantasma, raccontate da Janet, come illusioni. Janet scappa dall'ospedale e si rifugia a casa di sua madre per ricongiungersi con la figlia. Sam porta Janet e sua figlia verso il confine, fermandosi durante la notte in un hotel. Quando Janet si risveglia, si ritrova nella stanza d'albergo della città fantasma: uscendo dalla stanza, trova Moira, Charlie, Erika, Bill e Graham, tutti riportati lì come all'inizio. Nel frattempo, Kat viene portata in un campo di prigionia orribile e in gabbia, e lì c'è anche l'ambasciatore Fairchild. Anche Joe si risveglia nella stanza d'albergo della città fantasma, ma non è la stessa città in cui si trova Janet: fuori dalla stanza, Joe trova un nuovo gruppo di persone rapite, tra cui anche Renbe, e il loro portiere è addirittura Tori Fairchild. Janet e il gruppo entrano nell'ascensore dell'albergo, che quando si ferma e si apre, rivela che si trovano su un'enorme nave in mezzo all'oceano. Qui il portiere di notte, quello che avevano all'inizio in città e sopravvissuto allo scontro con Joe, dice loro: "Benvenuti al livello due". Infine, il nome della nave si rivela essere "Almas Perdidas", una frase spagnola o portoghese, traducibile in "Anime Perdute".